# Cefotetan
Cefotetan là một loại kháng sinh tiêm loại cephamycin để điều trị dự phòng và điều trị nhiễm khuẩn. Nó thường được nhóm lại với các cephalosporin thế hệ thứ hai và có phổ kháng khuẩn tương tự, nhưng có thêm độ che phủ chống kỵ khí.
Cefotetan được phát triển bởi Yamanouchi. Nó được bán ra bên ngoài Nhật Bản bởi AstraZeneca với thương hiệu Apatef và Cefotan.